# Dyskografia Florence and the Machine
Dyskografia Florence and the Machine, brytyjskiego zespołu indierockowego składa się z pięciu albumów studyjnych, dwóch albumów koncertowych, sześciu minialbumów, dwudziestu czterech singli oraz dwudziestu dziewięciu teledysków.
W marcu 2009 roku Florence and the Machine wydali swoją pierwszą EPkę, zatytułowaną A Lot of Love. A Lot of Blood. Ich debiutancki album Lungs wydany został 6 lipca 2009 roku przez wytwórnię Island Records i dotarł do szczytu notowania UK Albums Chart. Uzyskał także status pięciokrotnej platynowej płyty w Wielkiej Brytanii, czterokrotnej platynowej płyty w Irlandii, potrójnej platynowej w Australii i platynowej w Polsce i Stanach Zjednoczonych, a także złotej płyty w Kanadzie oraz Nowej Zelandii. Singlem promującym debiutancką płytę był utwór „Kiss with a Fist”, który notowany był w Wielkiej Brytanii na 51. pozycji. Drugi singel „Dog Days Are Over” dobrze radził sobie w Stanach Zjednoczonych, gdzie znalazł się na dwudziestym pierwszym miejscu na liście Hot 100 i zdobył tam status dwukrotnej platynowej płyty. Na dwa następne single wybrano „Rabbit Heart (Raise It Up)” i „Drumming Song”, które tak jak poprzednie były też notowane w Wielkiej Brytanii. Piątym singlem został utwór „You’ve Got the Love”, który zdobył status podwójnej platynowej płyty w Australii. Podczas występu Florence and the Machine na Brit Awards 2010 grupa wykonała wraz z gościnnym udziałem brytyjskiego rapera Dizzee Rascala nową wersję tego singla zatytułowaną „You Got the Dirtee Love”, która zadebiutowała na drugiej pozycji na liście UK Singles Chart. Następnymi singlami były „Cosmic Love” i „Heavy in Your Arms”.
23 sierpnia 2011 roku ukazał się singel „What the Water Gave Me”, który promował drugi album studyjny grupy, Ceremonials. Album zadebiutował na pierwszym miejscu w Australii, Irlandii, Nowej Zelandii oraz Wielkiej Brytanii. Dobrze radził sobie również w Polsce, gdzie dotarł do drugiego miejsca na liście OLiS oraz zdobył status platynowej płyty. Kolejnymi singlami z płyty były „Shake It Out”, „No Light, No Light”, „Never Let Me Go”, „Spectrum (Say My Name)” oraz „Breaking Down”. 17 kwietnia 2012 roku Florence and the Machine wydali swój drugi album koncertowy zatytułowany MTV Unplugged, który uzyskał status złotej płyty w Polsce. Również w tym samym roku ukazał się utwór „Breath of Life”, który promował film pt. Królewna Śnieżka i Łowca w reżyserii Ruperta Sandersa.

## Albumy studyjne
| Rok                                                     | Dane dot. albumu | Najwyższe pozycje na listach | Najwyższe pozycje na listach | Najwyższe pozycje na listach | Najwyższe pozycje na listach | Najwyższe pozycje na listach | Najwyższe pozycje na listach | Najwyższe pozycje na listach | Najwyższe pozycje na listach | Najwyższe pozycje na listach | Najwyższe pozycje na listach | Najwyższe pozycje na listach | Najwyższe pozycje na listach | Najwyższe pozycje na listach | Najwyższe pozycje na listach | Najwyższe pozycje na listach | Najwyższe pozycje na listach | Najwyższe pozycje na listach | Najwyższe pozycje na listach | Najwyższe pozycje na listach | Najwyższe pozycje na listach | Najwyższe pozycje na listach | Certyfikat | Sprzedaż |
| Rok                                                     | Dane dot. albumu | UK                           | AUS                          | AUT                          | BEL (FLA)                    | BEL (WAL)                    | CAN                          | DEN                          | ESP                          | FIN                          | FRA                          | GER                          | IRL                          | ITA                          | NLD                          | NOR                          | NZL                          | POL                          | POR                          | SWE                          | SWI                          | USA                          | Certyfikat | Sprzedaż |
| ------------------------------------------------------- | --- | ---------------------------- | ---------------------------- | ---------------------------- | ---------------------------- | ---------------------------- | ---------------------------- | ---------------------------- | ---------------------------- | ---------------------------- | ---------------------------- | ---------------------------- | ---------------------------- | ---------------------------- | ---------------------------- | ---------------------------- | ---------------------------- | ---------------------------- | ---------------------------- | ---------------------------- | ---------------------------- | ---------------------------- | --- | --- |
| 2009                                                    | Lungs - Wydany: 6 lipca 2009 - Wydawca: Island Records - Format: CD, digital download                                 | 1                            | 3                            | 73                           | 3                            | 51                           | 20                           | 37                           | 93                           | –                            | 117                          | 41                           | 2                            | –                            | 37                           | 36                           | 3                            | 1                            | 8                            | –                            | 54                           | 14                           | - UK: 5× platyna - AUS: 3× platyna - BEL: złoto - CAN: złoto - GER: złoto - IRL: 4× platyna - NZL: złoto - POL: platyna - USA: platyna             | - Świat: 3 000 000+ - UK: 1 662 146+ - AUS: 210 000+ - CAN: 40 000+ - GER: 100 000+ - NZL: 7 500+ - USA: 1 142 000+ |
| 2011                                                    | Ceremonials - Wydany: 28 października 2011 - Wytwórnia: Island Records - Format: CD, digital download                 | 1                            | 1                            | 12                           | 4                            | 11                           | 4                            | 19                           | 25                           | 26                           | 31                           | 7                            | 1                            | 19                           | 14                           | 6                            | 1                            | 2                            | 5                            | 21                           | 10                           | 6                            | - UK: platyna - AUS: 3× platyna - AUT: złoto - BEL: złoto - CAN: złoto - GER: złoto - IRL: 3× platyna - NZL: platyna - POL: platyna - USA: platyna | - UK: 715 275+ - AUS: 210 000+ - CAN: 40 000+ - GER: 100 000+ - NZL: 15 000+ - USA: 849 000+                        |
| 2015                                                    | How Big, How Blue, How Beautiful - Wydany: 29 maja 2015 - Wydawca: Island Records - Format: CD, digital download      | 1                            | 1                            | 2                            | 3                            | 7                            | 1                            | 3                            | 4                            | 9                            | 13                           | 3                            | 1                            | 7                            | 3                            | 2                            | 1                            | 1                            | 5                            | 6                            | 1                            | 1                            | - UK: złoto - AUS: złoto - POL: 3x platyna | - AUS: 35 000+ |
| 2018                                                    | High as Hope - Wydany: 29 czerwca 2018 - Wydawca: Republic Records, Virgin EMI Records - Format: CD, digital download | 2                            | 2                            | 3                            | 1                            | 6                            | 2                            | –                            | 4                            | 16                           | 70                           | 5                            | 2                            | 6                            | 6                            | 5                            | 2                            | 3                            | 5                            | 9                            | 2                            | 2                            | - UK: złoto - POL: złoto | |
| 2022                                                    | Dance Fever |                              |                              |                              |                              |                              |                              |                              |                              |                              |                              |                              |                              |                              |                              |                              |                              |                              |                              |                              |                              |                              | | |
| „–” oznacza, że album nie był notowany na danej liście. | |                              |                              |                              |                              |                              |                              |                              |                              |                              |                              |                              |                              |                              |                              |                              |                              |                              |                              |                              |                              |                              | | |

## Albumy koncertowe
| Rok                                                     | Dane dot. albumu                                                                                        | Najwyższe pozycje na listach | Najwyższe pozycje na listach | Najwyższe pozycje na listach | Najwyższe pozycje na listach | Najwyższe pozycje na listach | Najwyższe pozycje na listach | Najwyższe pozycje na listach | Najwyższe pozycje na listach | Najwyższe pozycje na listach | Najwyższe pozycje na listach | Najwyższe pozycje na listach | Najwyższe pozycje na listach | Certyfikat   | Sprzedaż     |
| Rok                                                     | Dane dot. albumu                                                                                        | UK                           | AUS                          | AUT                          | BEL (FLA)                    | BEL (WAL)                    | CAN                          | IRL                          | NLD                          | NZL                          | POL                          | POR                          | USA                          | Certyfikat   | Sprzedaż     |
| ------------------------------------------------------- | --- | ---------------------------- | ---------------------------- | ---------------------------- | ---------------------------- | ---------------------------- | ---------------------------- | ---------------------------- | ---------------------------- | ---------------------------- | ---------------------------- | ---------------------------- | ---------------------------- | ------------ | ------------ |
| 2011                                                    | Live at the Wiltern - Wydany: 28 czerwca 2011 - Wydawca: Island Records - Format: CD, digital download  | –                            | –                            | –                            | –                            | –                            | –                            | –                            | –                            | –                            | –                            | –                            | –                            |              |              |
| 2012                                                    | MTV Unplugged - Wydany: 17 kwietnia 2012 - Wytwórnia: Island Records - Format: CD/DVD, digital download | 27                           | 17                           | 72                           | 6                            | 37                           | 45                           | 15                           | 55                           | 31                           | 5                            | 10                           | 51                           | - POL: złoto | - UK: 31,837 |
|                                                         | Dance Fever (Live at Madison Square Garden)                                                             |                              |                              |                              |                              |                              |                              |                              |                              |                              |                              |                              |                              |              |              |
| „–” oznacza, że album nie był notowany na danej liście. | |                              |                              |                              |                              |                              |                              |                              |                              |                              |                              |                              |                              |              |              |

## EP
| Rok  | Dane dot. albumu |
| ---- | --- |
| 2009 | A Lot of Love. A Lot of Blood - Wydany: 28 kwietnia 2009 - Wytwórnia: IAMSOUND - Format: LP                             |
| 2010 | iTunes Festival: London 2010 - Wydany: 21 lipca 2010 - Wytwórnia: Island Records - Format: digital download             |
| 2010 | iTunes Live from SoHo - Wydany: 16 listopada 2010 - Wytwórnia: Island Records - Format: digital download                |
| 2011 | Lungs - The B-Sides - Wydany: 27 lutego 2011 - Wytwórnia: Republic Records - Format: digital download                   |
| 2015 | Apple Music Festival: London 2015 - Wydany: 15 października 2015 - Wytwórnia: Island Records - Format: digital download |
| 2016 | Songs from Final Fantasy XV - Wydany: 12 sierpnia 2016 - Wytwórnia: Island Records - Format: digital download           |

## Single
| 2008                                                     | „Kiss with a Fist”                              | 51 | –  | –  | –  | –  | –  | –  | –  | –   | –  | –  | –  | –  | –  | –  | –  | –  |                                                              | Lungs                                                           |
| 2008                                                     | „Dog Days Are Over”                             | 23 | 47 | –  | 21 | –  | 19 | –  | –  | –   | –  | 6  | –  | –  | 27 | –  | –  | 21 | - UK: złoto - AUS: 2× platyna - NZL: złoto - USA: 2× platyna | Lungs                                                           |
| 2009                                                     | „Rabbit Heart (Raise It Up)”                    | 12 | 93 | –  | 50 | –  | –  | –  | –  | –   | –  | 41 | –  | –  | –  | –  | –  | –  | - UK: srebro                                                 | Lungs                                                           |
| 2009                                                     | „Drumming Song”                                 | 54 | –  | –  | –  | –  | –  | –  | –  | –   | –  | –  | –  | –  | –  | –  | –  | –  |                                                              | Lungs                                                           |
| 2009                                                     | „You’ve Got the Love”                           | 5  | 9  | 28 | 25 | –  | –  | –  | –  | 110 | 52 | 16 | –  | –  | –  | –  | 49 | –  | - UK: platyna - AUS: 3× platyna - ITA: złoto                 | Lungs                                                           |
| 2010                                                     | „You Got the Dirtee Love” (feat. Dizzee Rascal) | 2  | 27 | –  | –  | –  | –  | –  | –  | –   | –  | 24 | –  | –  | –  | –  | –  | –  | - UK: srebro                                                 | –                                                               |
| 2010                                                     | „Cosmic Love”                                   | 51 | –  | –  | –  | –  | –  | –  | –  | –   | –  | 3  | –  | –  | –  | –  | –  | –  | - USA: platyna                                               | Lungs                                                           |
| 2010                                                     | „Heavy in Your Arms”                            | 53 | –  | –  | –  | –  | –  | –  | –  | –   | –  | –  | –  | –  | –  | –  | –  | –  |                                                              | The Twilight Saga: Eclipse (Original Motion Picture Soundtrack) |
| 2011                                                     | „Shake It Out”                                  | 12 | 36 | 16 | –  | –  | 52 | –  | –  | –   | 30 | 2  | –  | 18 | 16 | 50 | 23 | 72 | - UK: srebro - AUS: platyna - NZL: złoto - USA: 2× platyna   | Ceremonials                                                     |
| 2012                                                     | „No Light, No Light”                            | 50 | 95 | –  | –  | –  | –  | –  | –  | –   | –  | 50 | –  | –  | –  | –  | –  | –  |                                                              | Ceremonials                                                     |
| 2012                                                     | „Never Let Me Go”                               | 82 | 3  | –  | –  | –  | 75 | –  | –  | –   | –  | 73 | –  | –  | –  | –  | –  | –  | - AUS: 4× platyna                                            | Ceremonials                                                     |
| 2012                                                     | „Breath of Life”                                | 87 | 57 | 64 | –  | –  | –  | –  | –  | 143 | 65 | 68 | –  | –  | –  | –  | –  | –  |                                                              | Snow White & the Huntsman (Original Motion Picture Soundtrack)  |
| 2012                                                     | „Spectrum (Say My Name)”                        | 1  | 4  | 51 | 2  | 9  | –  | 13 | –  | 137 | 32 | 1  | 55 | –  | 2  | 36 | 58 | –  | - UK: platyna - AUS: 3× platyna - BEL: złoto - ITA: złoto    | Ceremonials                                                     |
| 2012                                                     | „Lover to Lover”                                | –  | –  | –  | –  | –  | –  | –  | –  | –   | –  | –  | –  | –  | –  | –  | –  | –  |                                                              | Ceremonials                                                     |
| 2015                                                     | „What Kind of Man”                              | 37 | 16 | 52 | 50 | –  | –  | –  | 44 | 74  | –  | 31 | –  | –  | 34 | –  | 42 | 88 |                                                              | How Big, How Blue, How Beautiful                                |
| 2015                                                     | „Ship to Wreck”                                 | 27 | 48 | –  | 34 | 48 | –  | –  | –  | 125 | 81 | 38 | –  | –  | 37 | –  | –  | –  |                                                              | How Big, How Blue, How Beautiful                                |
| „–” oznacza, że singel nie był notowany na danej liście. |                                                 |    |    |    |    |    |    |    |    |     |    |    |    |    |    |    |    |    |                                                              |                                                                 |

### Single promocyjne
| 2011                                                     | „What the Water Gave Me” | 24  | 35 | 72 | –  | 13 | 15 | 91 | - AUS: złoto | Ceremonials                                      |
| 2013                                                     | „Over the Love”          | –   | –  | –  | –  | –  | –  | –  |              | The Great Gatsby: Music from Baz Luhrmann’s Film |
| 2015                                                     | „St Jude”                | 156 | 90 | –  | –  | –  | –  | –  |              | How Big, How Blue, How Beautiful                 |
| 2015                                                     | „Delilah”                | 102 | 41 | –  | 89 | –  | –  | –  |              | How Big, How Blue, How Beautiful                 |
| „–” oznacza, że singel nie był notowany na danej liście. |                          |     |    |    |    |    |    |    |              |                                                  |

## Pozostałe występy
Poniższe utwory nie zostały wydane na żadnym albumie studyjnym lub singlu Florence and the Machine.
| Rok  | Utwór            | Album                            | Uwagi                                                                                        |
| ---- | ---------------- | -------------------------------- | -------------------------------------------------------------------------------------------- |
| 2009 | „Halo”           | Radio 1's Live Lounge – Volume 4 | Cover utworu Beyoncé Knowles, nagrany podczas programu Live Lounge w BBC Radio 1.            |
| 2010 | „Here Lies Love” | Here Lies Love                   | Gościnny występ Florence Welch na ścieżce dźwiękowej autorstwa Davida Byrne i Normana Cooka. |
| 2011 | „Not Fade Away”  | Rave On Buddy Holly              | Cover utworu grupy The Crickets.                                                             |
| 2012 | „Take Care”      | Radio 1 Live Lounge              | Cover singla Drake’a i Rihanny.                                                              |

## Teledyski
| Rok  | Singel                             | Reżyser                           |
| ---- | ---------------------------------- | --------------------------------- |
| 2008 | „Kiss with a Fist”                 | James Price                       |
| 2008 | „Dog Days Are Over”                | Tabitha Denholm                   |
| 2009 | „Rabbit Heart (Raise It Up)”       | Tabitha Denholm                   |
| 2009 | „Drumming Song”                    | Dawn Shadforth                    |
| 2009 | „You’ve Got the Love”              | Tabitha Denholm                   |
| 2010 | „Dog Days Are Over” (2010)         | Georgie Greville & Geremy Jasper  |
| 2010 | „Cosmic Love”                      | Tom Beard i Tabitha Denholm       |
| 2010 | „Heavy in Your Arms”               | Tom Beard i Tabitha Denholm       |
| 2011 | „What the Water Gave Me”           | Tabitha Denholm                   |
| 2011 | „Shake It Out”                     | Dawn Shadforth                    |
| 2011 | „No Light, No Light”               | Stefan Arni                       |
| 2012 | „Never Let Me Go”                  | Tabitha Denholm                   |
| 2012 | „Breath Of Life”                   | Scott Murray                      |
| 2012 | „Spectrum”                         | David LaChapelle                  |
| 2012 | „Breaking Down”                    | Tabitha Denholm                   |
| 2015 | „How Big, How Blue, How Beautiful” | Tabitha Denholm i Vincent Haycock |
| 2015 | „What Kind of Man”                 | Vincent Haycock                   |
| 2015 | „St Jude”                          | Vincent Haycock                   |
| 2015 | „Ship to Wreck”                    | Vincent Haycock                   |